# Aoki Shinmon
Shinmon Aoki (en japonés: 青木新門; 11 de abril de 1937-6 de agosto de 2022) fue un escritor y poeta japonés. 

## Coffinman: The Journal of a Buddhist Mortician
Fue conocido por Coffinman: The Journal of a Buddhist Mortician, publicado en 1993. El libro se basó en sus diarios durante un período en el que trabajó como nōkanshi en la década de 1970, una profesión que tradicionalmente se considera como un tabú en Japón debido a su percepción de la muerte. En 2008 sus memorias fueron adaptadas al exitoso largometraje ganador de un premio Óscar, Okuribito, del cineasta Yōjirō Takita.